# Gerwin Kranenburg
Gerwin Kranenburg (1973, Vierhouten) is een Nederlandse Krav Maga-instructeur en coach. Hij heeft een belangrijk aandeel in de professionalisering van Krav Maga in Europa. Als prestatiecoach richt hij zich op mentale weerbaarheid en leiderschapsontwikkeling voor zakenmensen.

## Carrière
Kranenburg begon zijn carrière als docent lichamelijke opvoeding en ontwikkelde zich tot karateleraar. In 2003 begon hij Safety Training Center, een sportschool voor karate. Hieraan voegde hij in 2006 Krav Maga toe. Door de toenemende behoefte aan realistische zelfverdediging is hij zich sinds 2016 exclusief op het laatste gaan richten. Bij Krav Maga Worldwide (KMW) is hij verantwoordelijk voor de opleiding van instructeurs en de verdere ontwikkeling van Krav Maga in Europa. Zo werkt hij ook samen met internationale politie- en defensie-eenheden om de effectiviteit van Krav Maga binnen professionele kringen te versterken. In 2025 is hij door het KMW voor zijn werk bekroond met de titel Instructor of the Year.
Met zijn partner Heckmann is Kranenburg in 2023 HKCoaching begonnen, een bedrijf in coaching. Daar geven ze trainingen aan zakenmensen, waarbij principes van vechtsport met mentale weerbaarheid en prestatiepsychologie worden gecombineerd.
Kranenburg zet zich ook in voor het goede doel, zoals zelfverdedigingstrainingen voor Pink Ribbon, een stichting die strijdt tegen borstkanker.

## Publicaties
Kranenburg is co-auteur van de in eigen beheer uitgegeven Inkt & Inzicht (2024) en Ontdek je Superkracht (2024), waarin hij inzicht geeft over mentale weerbaarheid en persoonlijke groei.

## Erkenning
- 2025: Instructor of the Year bij Krav Maga Worldwide.[5]